# クラシエ薬品
クラシエ薬品株式会社（クラシエやくひん、英: Kracie Pharmaceutical, Ltd.）とは、医薬品・健康食品の販売を行っているクラシエ株式会社の子会社である。

## 概要
前身企業に漢方薬を中心に扱っていた山城製薬、『ワカ末』などの大衆薬に強みがあった中滝製薬が入っている。脱繊維を模索したカネボウが両社の経営権を取得して薬品事業に参入し、1974年に両社を合併した（旧山城製薬の工場は高槻第二工場、旧中滝製薬の工場は春日部工場となった、高槻第二工場はクラシエ株式会社への移行後も稼働している）。
山城製薬の流れから漢方薬に強みを持ち、漢方製剤における一般用医薬品部門では業界首位、医家向け商品も製造、販売されている（業界2位）。かつては中滝製薬の流れで医療用新薬事業も行っていたが、1999年に日本オルガノン（現在のMSD）へ売却した。
親会社は発足当初、ファンド設立の紀尾井町インベストメントが母体となるクラシエ製薬株式会社であったが、2023年10月のグループ再編に伴い、クラシエ製薬の親会社であるクラシエホールディングスがクラシエ製薬等を吸収合併し商号変更したクラシエ株式会社が親会社となった。

## 沿革
- 1917年 - 『ワカ末』発売。
- 1966年 - 鐘淵紡績が山城製薬の経営権を譲り受け、医薬品事業に進出。
- 1969年 - 山城製薬がカネボウヤマシロ製薬に社名変更。
- 1971年 - 鐘淵紡績が中滝製薬工業の経営権を譲り受ける。
- 1972年 - 中滝製薬がカネボウ中滝製薬に社名変更。カネボウ薬品販売設立。
- 1974年 - カネボウヤマシロ製薬、カネボウ中滝製薬を鐘紡に合併。カネボウ薬品販売がカネボウ薬品に社名変更。
- 1976年 - 漢方研究所設置。
- 1978年 - 漢方エキス錠の発売開始。
- 1981年 - 医療用漢方製剤を発売。
- 1982年 - 『コッコアポ錠』発売。
- 1984年 - 漢方かぜ薬シリーズ発売（第1号商品は『葛根湯』、「葛根湯S」は「葛根湯エキス顆粒Sクラシエ」の販売名で現在も発売）。
- 1985年 - 漢方療法推進会向け商品の発売開始。
- 1988年 - 青島華鐘製薬有限公司設立。
- 1993年 - 『コッコアポA錠』発売。
- 1995年 - 『ワカ末止瀉薬錠』発売。
- 1997年 - 『コッコアポL錠』発売。
- 1999年 - 医療用医薬品事業の一部を日本オルガノン（現・MSD）へ営業譲渡。
- 2000年 - 『カネボウ万寿丹』発売。
- 2002年 - 1日2回服用型医療用漢方製剤『KBスティック』発売。
- 2006年 - カネボウの医薬品事業がカネボウ製薬（旧・紀尾井町インベストメント）へ譲渡され、カネボウ薬品がその子会社となる。『漢方セラピー』発売。
- 2007年 - クラシエ製薬、クラシエ薬品に社名変更。『カンポウ専科』、1日3回服用型医療用漢方製剤『EKスティック』発売。
- 2012年 - 『コッコアポプラスA錠』、『リエイジEX錠』発売。
- 2013年 - 韓国クラシエ製薬株式会社設立。
- 2014年 - 『コッコアポG錠』発売（同時に、『コッコアポL錠』と前年にテスト販売していた『コッコアポEX錠』をリニューアル発売）、住友化学と共同開発した医療用医薬品の疥癬治療外用薬『スミスリンローション5%』発売。
- 2015年 - 医療用漢方製剤・丸剤『ウチダの八味丸M』の販売をウチダ和漢薬から移管[1]。
- 2016年 - 『カンポウ専科』から『クラシエの漢方』へのシリーズ名移行を開始。
- 2017年 - 『ヨクイノーゲンBC錠』リニューアル発売、『アレデル顆粒』、『プラセンダイヤ』発売。
- 2018年 - 『ヨクイノーゲンホワイト錠』発売。
- 2019年 - 『葛根湯クイック』、『こども咳止め漢方ゼリー』発売。
- 2020年 - 『ベルクリーンSクリーム』発売。
- 2021年 - 『サマレスゼリー』発売。
- 2023年 - クラシエ製薬が親会社のクラシエホールディングスへ吸収合併され解散。事業会社となったクラシエホールディングスはクラシエへ社名変更され、同社の「薬品カンパニー」を発足。クラシエ薬品、青島華鐘製薬、韓国クラシエ製薬はクラシエの子会社となる[2]。
- 2024年 - 『新ヨクイニンタブレットクラシエ』発売。

## 製品
特記事項がない限り、製造はクラシエ（旧:クラシエ製薬、「H・ミッテルクリーム」のみ旧:クラシエホームプロダクツ）が担当している。
- クラシエの漢方 - 「カンポウ専科」からの移行により展開している漢方薬の統一ブランド。クラシエ株式会社における漢方事業全体を指すブランドを兼ねており、2021年12月に「日本を生きるあなたへ。」の新たなブランドスローガンを掲げ、ブランドロゴをリニューアルしている[3]。
  - ワカゲン錠【第2類医薬品】 - 補中益気湯製剤
  - ベルエムピ【第2類医薬品】 - 鼻炎症状向けの漢方製剤のシリーズ。『「クラシエ」ベルエムピK 葛根湯加川芎辛夷エキス錠』と荊芥連翹湯製剤の「ベルエムピL錠」の2種類がある。なお、『「クラシエ」ベルエムピS 小青龍湯エキス錠』はラインナップの整理により2023年に製造終了した。
- 漢方セラピー
- ワカ末【第2類医薬品】 - 黄柏から抽出されたベルベリン塩化物水和物を配合した下痢止め薬のブランド。この名称は当時の中村滝商店（後の中滝製薬）が塩化ベルベリンを「若林の粉末」と書いて処方されていたのが、「若末」に略されて書かれるようになり、それが呼び名として「ワカ末」が生まれ、正式に商標登録されたものである[4]。ベルベリン塩化物水和物のみの単味剤である「ワカ末錠」、ゲンノショウコエキスを追加配合して錠剤にフィルムコーティングを施したPTP包装仕様の「ワカ末止瀉薬錠」、チアミン硝化物（ビタミンB1）とサンザシ末を追加配合し、錠剤にフィルムコーティングを施した瓶包装仕様の「新ワカ末プラスA錠」の3種類がある。なお、「漢方セラピー」シリーズの中に「ワカ末」を冠した製品（ワカ末漢方便秘薬錠）がある。
- ベルクリーンS【第2類医薬品】
- ロコイダン【指定第2類医薬品】 - ヒドロコルチゾン酪酸エステルが主成分の外用副腎皮質ホルモン剤。軟膏とクリームがある。（製造販売元:鳥居薬品、提携:CHEPLAPHARM Arzneimittel）
- クラシエ紫雲膏【第2類医薬品】 - 14g入りと2014年10月に発売された大容量の30g入りの2容量を設定する。
- 点温膏(てんうんこう)K【第3類医薬品】 - 1976年から発売されている小型サイズの温感プラスター（外用鎮痛消炎薬）。2007年12月にグリチルリチン酸を追加配合するなど処方を変更して30年ぶりとなるリニューアルが行われ、現在の製品となっている。（製造販売元:大協薬品工業）
- ハトムギ専科 - 「クラシエの漢方」のうち、ヨクイニンを含む製品郡を2019年3月に独立ブランドとして再移行したもの。ヨクイニンエキス製剤（漢方製剤）の「クラシエヨクイニンタブレット【第3類医薬品】」、桂枝茯苓丸料加薏苡仁エキス製剤（漢方製剤）の「ヨクイノーゲンホワイト錠【第2類医薬品】」、ヨクイニンに3種類のビタミンを組みわせたビタミンB2・B6主薬製剤の「ヨクイノーゲンBC錠【第3類医薬品】」の3種類がある。
- セパホルンZIII【第3類医薬品】 - ドリンク剤（製造販売元:田村薬品工業）
- コッコアポ【第2類医薬品】 - 主に肥満症に対応した漢方製剤のブランド。「新コッコアポA錠（2001年6月発売、「コッコアポプラスA錠」への移行のため一度終売していたが、2015年9月に「コッコアポA錠」後継となる大容量包装品(480錠入り)として復活発売）」・「コッコアポプラスA錠（2012年3月発売、「コッコアポEX錠」への移行のため、現在は336錠のみ）」・「コッコアポEX錠（2013年3月のテスト発売を経て、2014年7月のブランドリニューアルに合わせて本格発売）」は防風通聖散、「コッコアポG錠（2014年7月発売）」は大柴胡湯、「コッコアポL錠（1997年3月発売、当初はピンクのパッケージだったが、2004年2月のリニューアルでクリームイエローとなり、2014年7月のリニューアルでオレンジへ再度変更）」は防己黄耆湯とそれぞれ処方が異なる。なお、2014年7月発売の「クラシエ当帰芍薬散錠【第2類医薬品】」は「コッコアポEX錠」・「コッコアポG錠」・「コッコアポL錠」と同時にリニューアルした2021年2月より「コッコアポシリーズ」を冠するようになった。
- リエイジEX錠【第2類医薬品】 - 2012年10月発売。8種の生薬を配合した錠剤タイプの漢方製剤。
- サマレスゼリー【第2類医薬品】 - 2021年3月発売。竹葉石膏湯をプラム味のスティックゼリーにしたもの。（製造販売元:新生薬品工業）
- H・ミッテルクリーム【医薬部外品】 - クリームタイプのデオドラント剤

上記以外にも、店頭でカウンセリング（相談）を行っている薬局（漢方薬局を含む）向けに「漢方療法推進会」会員店専売品が発売されている。

## CMキャラクター
- 水野真紀 - コッポアポA、葛根湯
- 木下優樹菜 - コッポアポ（2009年6月 - 2010年）
- 石原さとみ - コッコアポ（2011年）
- 多部未華子 - コッコアポプラスA錠（2012年3月 - 2014年7月）
- はな - カンボウ専科（2009年 - 2010年）
- 持田香織 - カンポウ専科・かぜ薬シリーズ（2011年 - 2014年）
- 石田純一 - カンポウ専科・八味地黄丸シリーズ（2011年）
- 相武紗季 - コッコアポ（2014年7月 - 2016年）、カンポウ専科・かぜ薬シリーズ（2014年 - 2016年）
- 絵美里 - クラシエ漢方・かぜ薬シリーズ及びヨクイノーゲンBC錠（2017年 - ）
- 小野賢章 - コッコアポ（2024年4月 - ）[5]
- 北川悠仁(ゆずのメジャーデビュー前) - H･ミッテルS

## 事業場
- 北海道ヘルスケア支店/北海道医薬支店 - 北海道札幌市中央区
- 東北ヘルスケア支店/東北医薬支店 - 宮城県仙台市宮城野区
- 関越ヘルスケア支店/関越医薬支店 - 埼玉県さいたま市大宮区
- 首都圏ヘルスケア支店/広域営業部/東京第一医薬支店/東京第二医薬支店 - 東京都中央区
- 多摩甲信医薬支店 - 東京都立川市
- 横浜医薬支店 - 神奈川県横浜市神奈川区
- 中日本ヘルスケア支店/中日本医薬支店 - 愛知県名古屋市中区
- 関西ヘルスケア支店/関西第一医薬支店/関西第二医薬支店 - 大阪府大阪市中央区
- 中四国ヘルスケア支店/中四国医薬支店 - 広島県広島市中区
- 九州ヘルスケア支店/九州医薬支店 - 福岡県福岡市博多区
- 東京配送センター - 埼玉県吉川市
- 関西配送センター - 大阪府大阪市此花区